# 张卓仁旧居
31°30′39″N 120°17′57″E / 31.51070°N 120.29909°E
张卓仁旧居、又称张卓仁故居，位于中华人民共和国江苏省无锡市滨湖区太湖街道周新中路47号，是无锡张卓仁的旧居，现为无锡市文物保护单位。

## 特点
张卓仁旧居位于周新桥东堍，建造于1903年，现墙塑门头保存完好，为西式建筑风格，屋面用本瓦铺设，楼面为广漆地板。1980年，以旧居为中心的周新古镇开始重建，2003年完成修葺。2016年，无锡市人民政府认定其为无锡市文物保护单位。2018年再次翻修。

## 图库

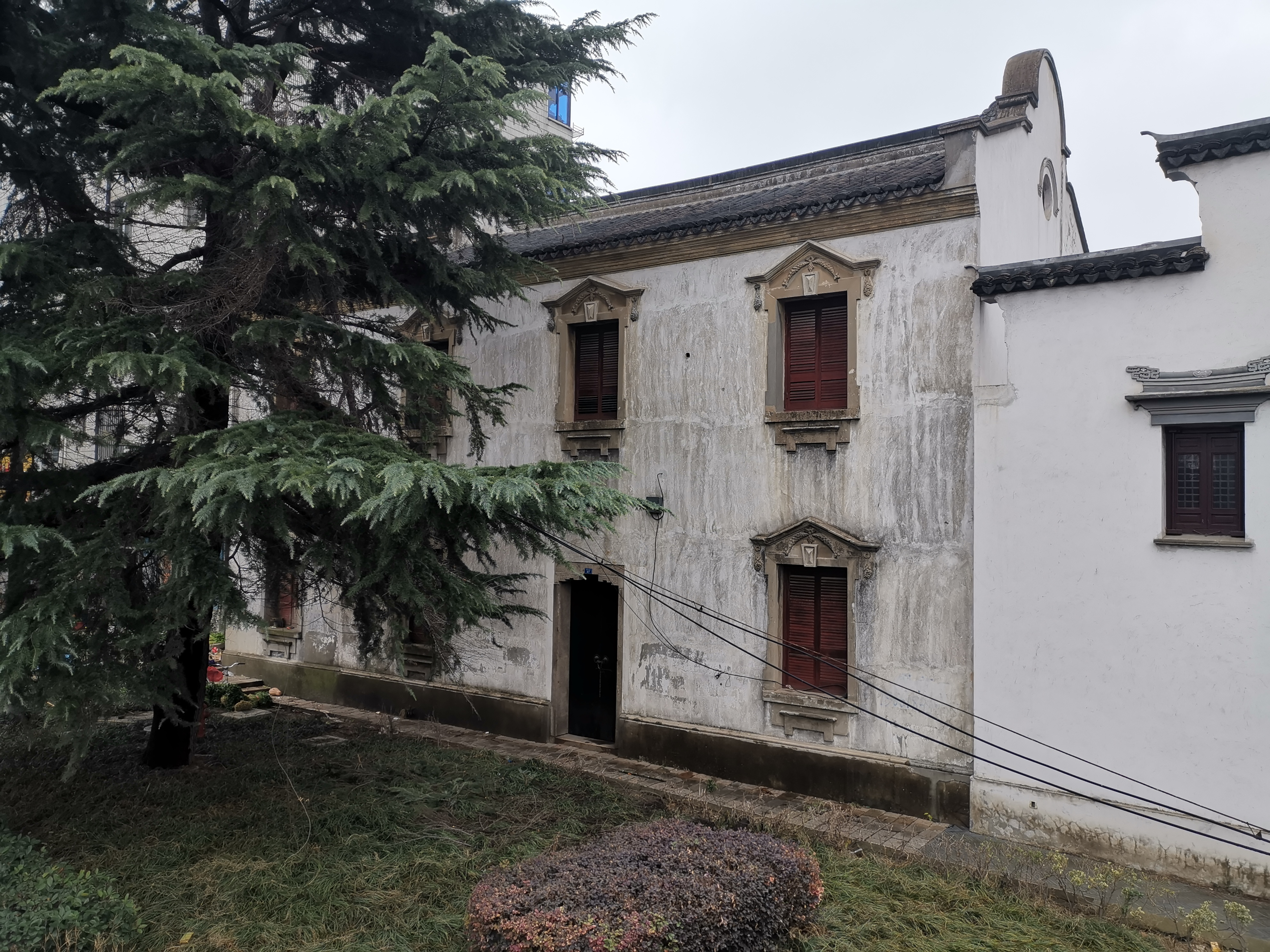
张卓仁旧居
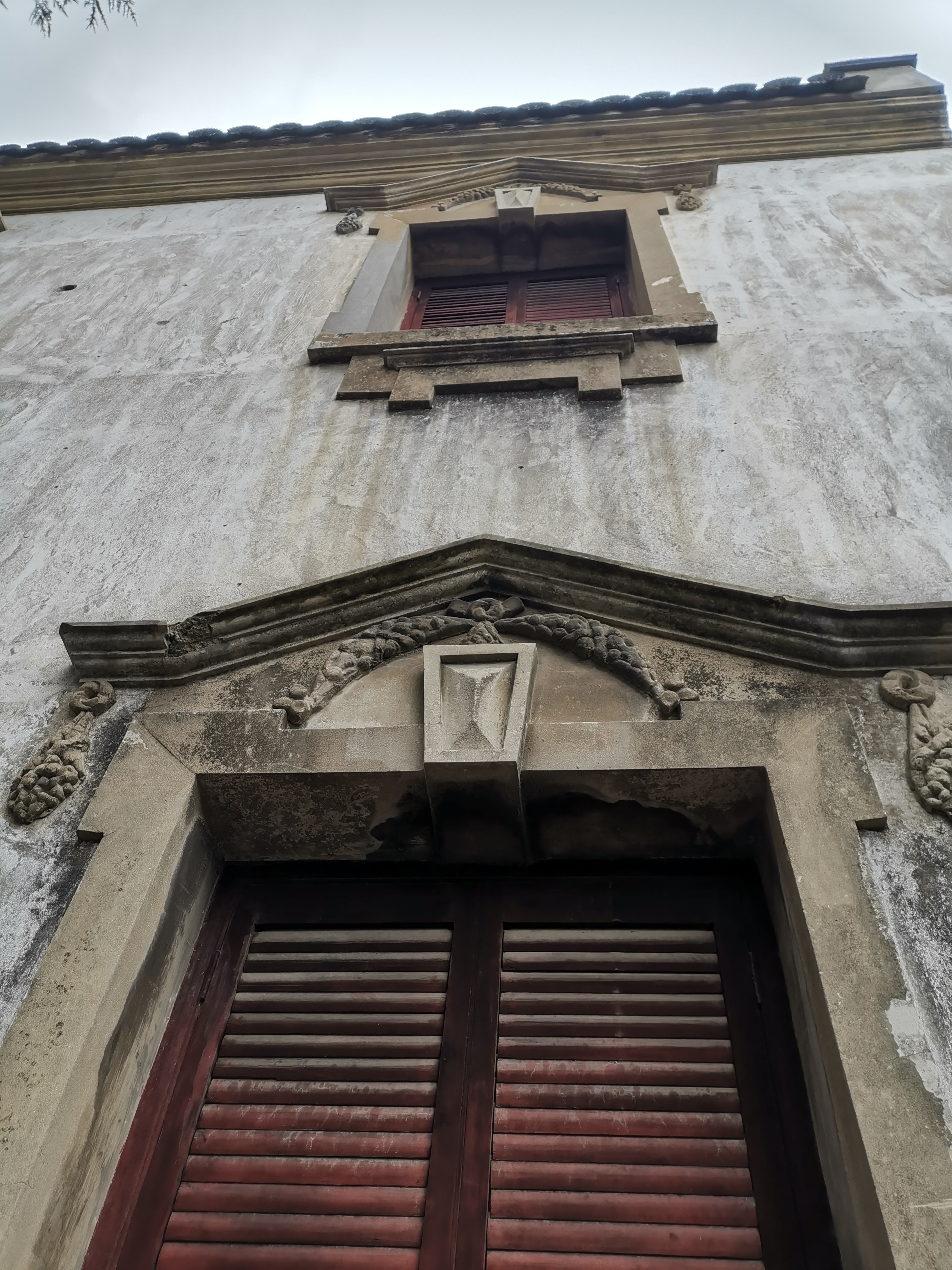
张卓仁旧居窗户
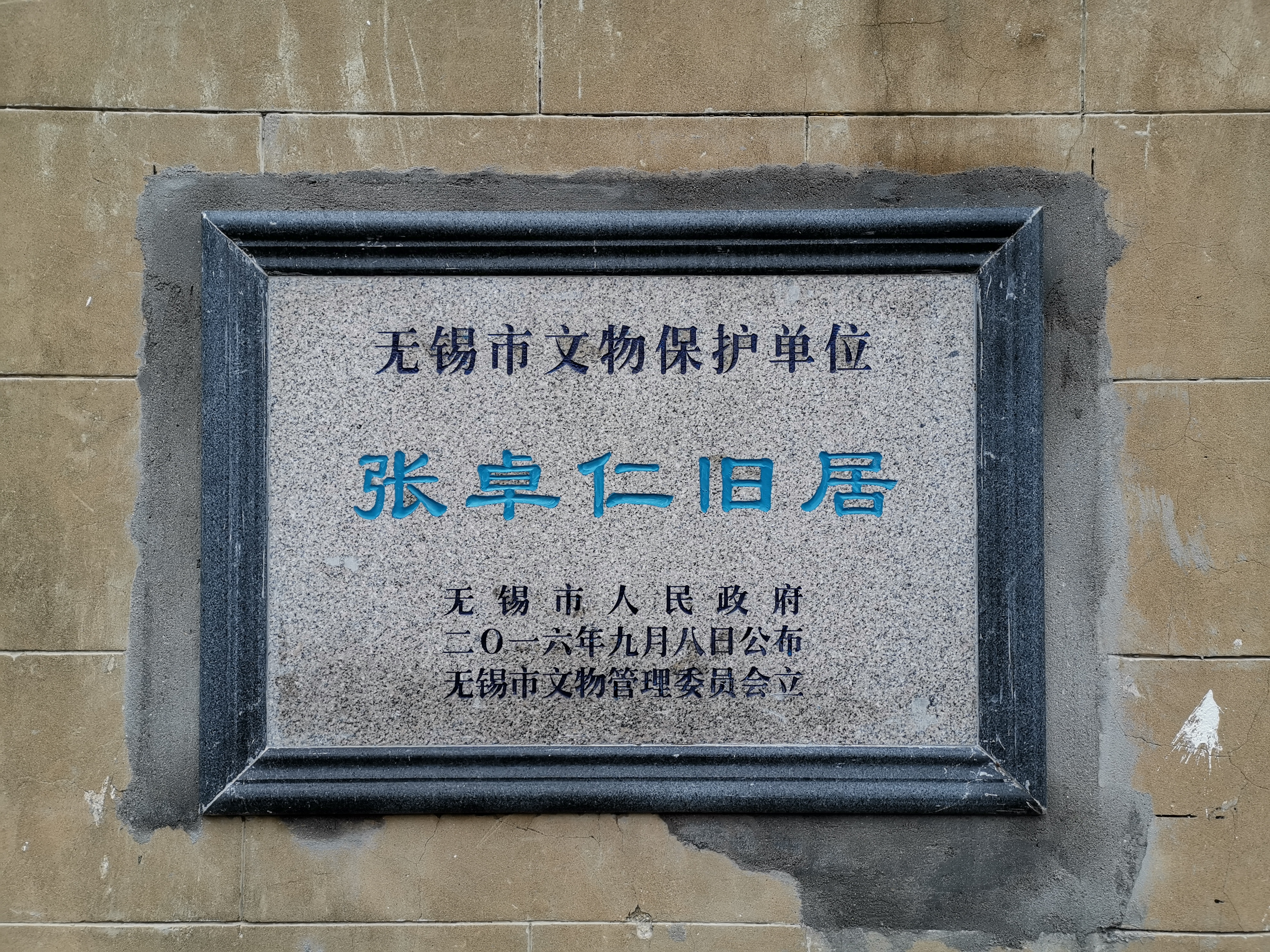
张卓仁旧居 文保
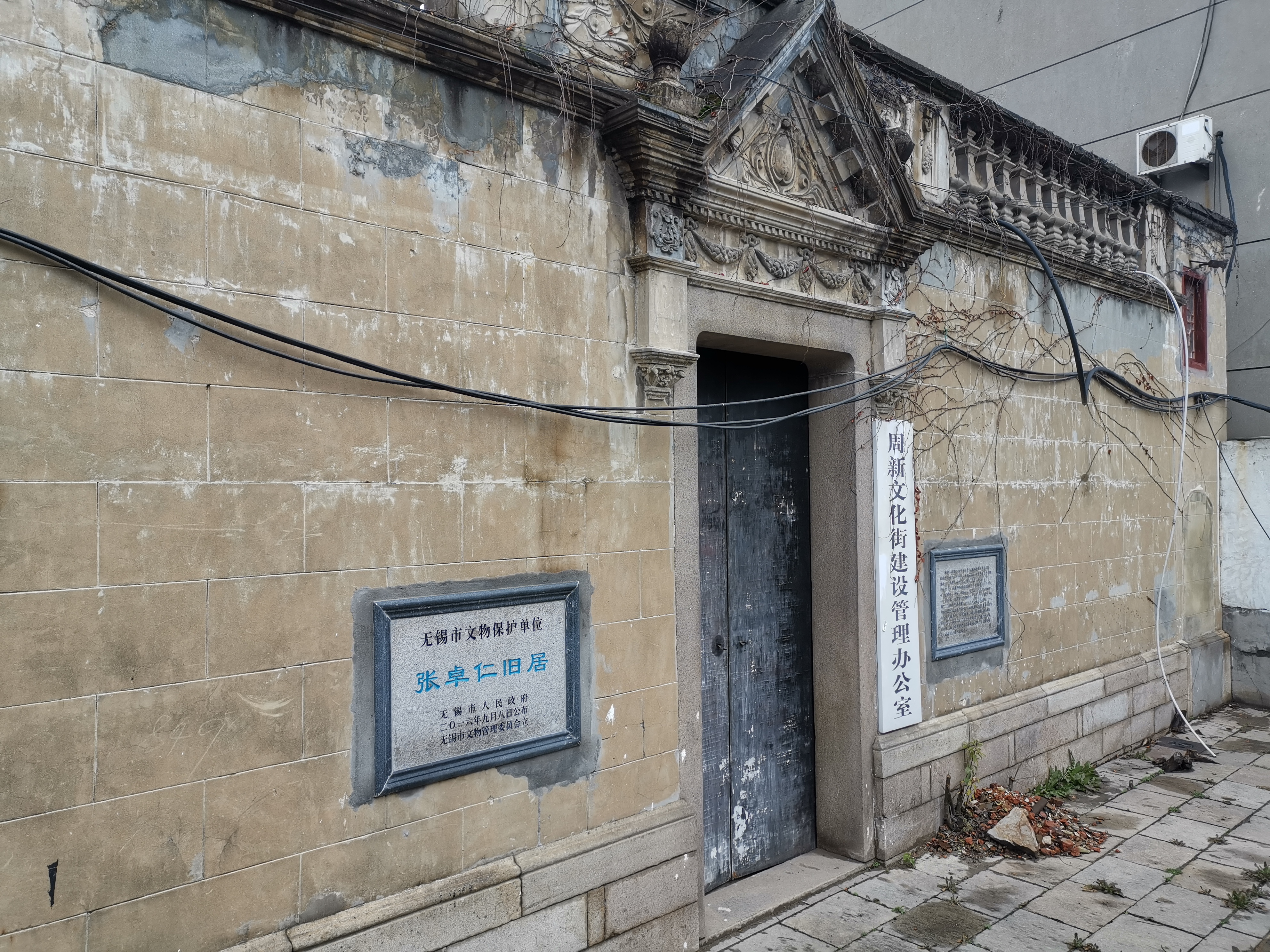
张卓仁旧居 大门
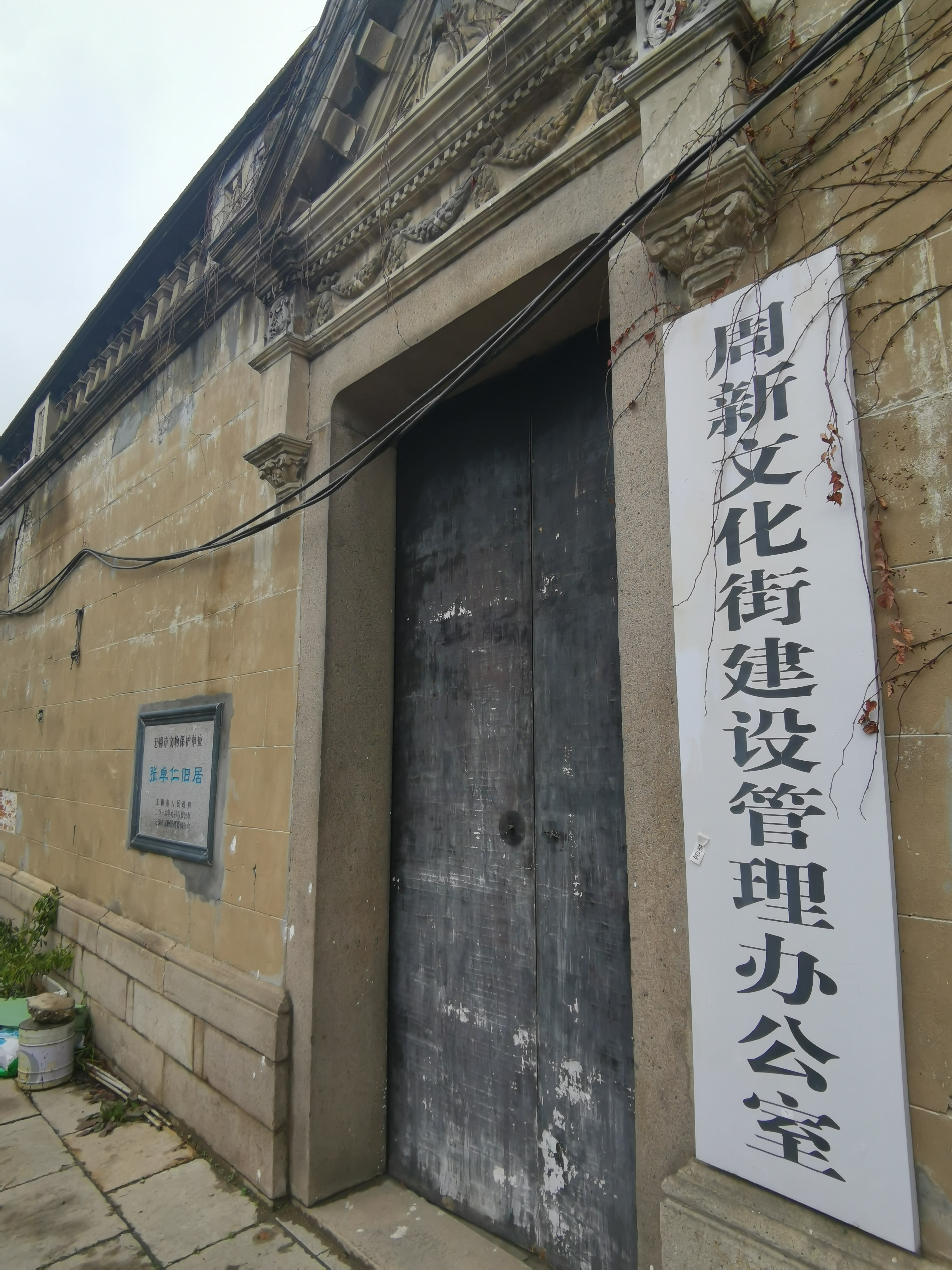
张卓仁旧居
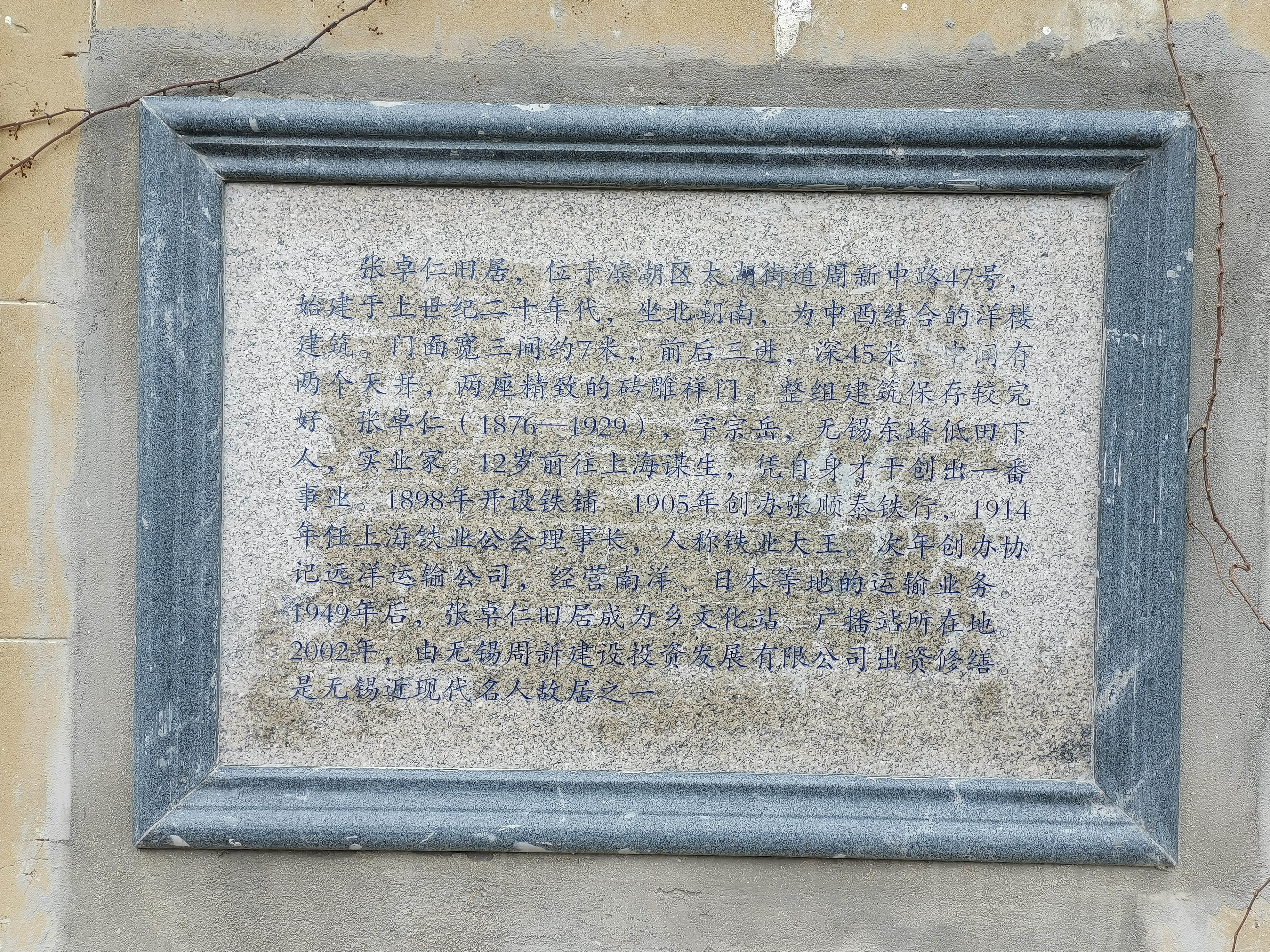
张卓仁旧居 文保
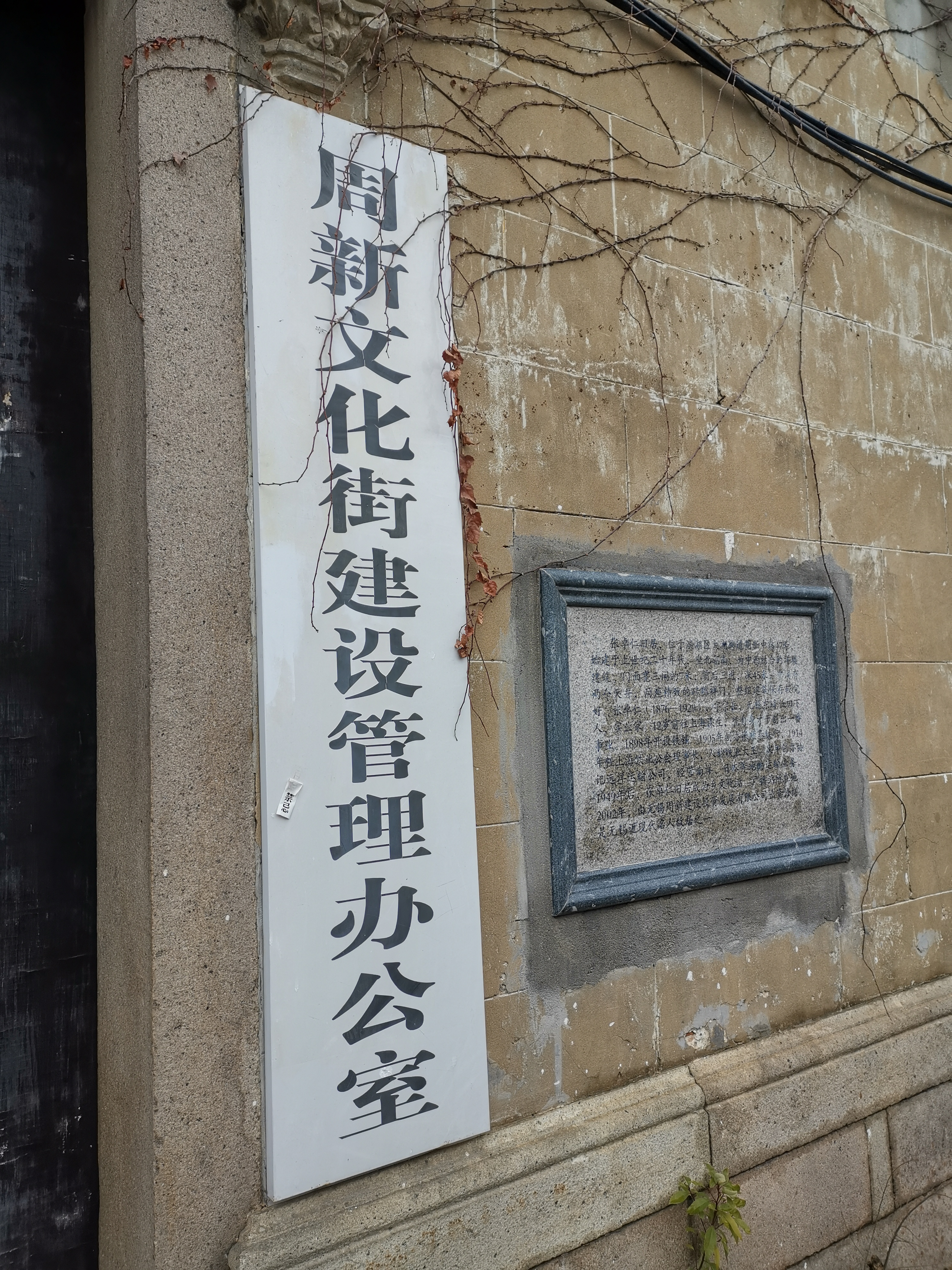
张卓仁旧居